# Lomaiviti
Lomaiviti (fidschianisch: Lomai - Mitte, Zentrum, Inneres; viti - fidschi) ist eine Inselgruppe innerhalb der Fidschiinseln und besteht aus den sieben Hauptinseln Ovalau, Makogai, Wakaya, Koro, Batiki, Nairai und Gau sowie weiteren kleinen, meist unbewohnten Inseln. Sie bildet die gleichnamige Provinz mit einer Fläche von 411 km² und hatte 2017 15.657 Einwohner.